# 4084 Холіс
4084 Холіс (4084 Hollis) — астероїд головного поясу, відкритий 14 квітня 1985 року.
Тіссеранів параметр щодо Юпітера — 3,282.